# Ficus funiculicaulis
Ficus funiculicaulis là một loài thực vật có hoa trong họ Moraceae. Loài này được C.C.Berg mô tả khoa học đầu tiên năm 2003.